# Baalzebub
Genre
Baalzebub est un genre d'araignées aranéomorphes de la famille des Theridiosomatidae.

## Distribution
Les espèces de ce genre se rencontrent en Amérique, en Chine et en Australie.

## Liste des espèces
Selon World Spider Catalog (version 25.0, 08/02/2024) :
- Baalzebub acutum Prete, Cizauskas & Brescovit, 2016
- Baalzebub albonotatus (Petrunkevitch, 1930)
- Baalzebub baubo Coddington, 1986
- Baalzebub brauni (Wunderlich, 1976)
- Baalzebub nemesis Miller, Griswold & Yin, 2009
- Baalzebub rastrarius Zhao & Li, 2012

Selon World Spider Catalog (version 23.5, 2023) :
- † Baalzebub mesozoicum Penney, 2014

## Publication originale
- Coddington, 1986 : « The genera of the spider family Theridiosomatidae. » Smithsonian Contributions to Zoology, no 422, p. 1-96 (texte intégral).